# Angela Lindner (Politikerin)
Angela Lindner (* 1966 in Wien) ist eine österreichische Politikerin (Grüne) und HTL-Lehrerin. Sie war von 2013 bis 2018 Abgeordnete zum Salzburger Landtag.

## Ausbildung und Beruf
Lindner wurde 1966 in Wien geboren und studierte zwischen 1984 und 1991 Technische Physik an der Technischen Universität Wien. Sie trat in der Folge in den Dienst der Firma Siemens und war zehn Jahre als Projektmitarbeiterin tätig, später auch als Projektleiterin. 2003 wurde sie Lehrerin an der Höheren Technischen Lehranstalt Salzburg, wobei sie hier seitdem Physik und Informatik unterrichtet. Daneben schloss sie 2006 die berufsbegleitende Ausbildung „Ingenieurpädagogisches Curriculum“ ab und absolvierte verschiedene Fort- und Weiterbildungen.

## Politik und Funktionen
Lindner wurde 1998 in die Gemeindevertretung in der Gemeinde Eugendorf gewählt und stieg 2004 zum Mitglied des Gemeindevorstands und Leiterin des Natur- und Umweltausschusses auf. Bei der Landtagswahl 2013 kandidierte sie auf dem 5. Platz der Landesliste der Salzburger Grünen, woraufhin sie am 19. Juni 2013 als Abgeordnete zum Salzburger Landtag angelobt wurde. Im Landtag fungiert Lindner als Bereichssprecherin für Verkehr, Abfallwirtschaft, Finanzüberwachung, Rechnungshof, Gemeinden, ländl. Raum, Öffentlicher Dienst, Regionalpolitik und Technologie im grünen Landtagsklub. Mit den Eugendorfer Grünen konnte sie  bei der Gemeindevertretungs- und Bürgermeisterwahl 2014 zuletzt das Ergebnis der Grünen auf 16,4 Prozent steigern, sie selbst kam bei der Bürgermeisterwahl auf 13,5 Prozent. Lindner ist auch Bezirkssprecherin der GRÜNEN im Flachgau.
Lindner ist des Weiteren Gründungsmitglied der Eltern-Kind-Initiative in Eugendorf, Initiatorin für die Nachmittagsbetreuung für Volksschulkinder und erstellte ein Fahrradkonzept für die Gemeinde Eugendorf. Sie engagiert sich zudem als Mitglied des Regionalverbandes Flachgau I und II (öffentlicher Verkehr). Sie ist Rechnungsprüferin im Verein Flachgautakt II und Mitglied im Vorstand der Jugendorganisation Eugendorf. Zudem ist sie als Obfrau der Salzburger LehrerInnen Initiative - Unabhängige Gewerkschafter aktiv und Mitglied von Attac Österreich. 
Nach der Landtagswahl in Salzburg 2018 schied sie aus dem Landtag aus.

## Privates
Lindner ist seit 1991 verheiratet und ist Mutter eines Sohnes und einer Tochter.